# Zajar Bron
Zajar Bron (en ruso: Захар Брон, zɐxˈar nʊˈximəvʲitɕ ˈbron; 17 de diciembre de 1947, Uralsk, RSS de Kazajistán, URSS) es un violinista de Kazajistán. 

## Biografía
Entre 1955 y 1959, cursó estudios en la Escuela de Música Stoliarski de Odesa. Desde 1960 hasta 1966, estudió en la Escuela Estatal de Música Gnessin de Moscú, con el profesor Borís Goldstein, y en 1966 ingresó en el Conservatorio de esta ciudad, donde estudió con el Maestro Ígor Óistraj hasta 1971. Finalizados sus estudios, trabajó como Profesor Asistente de Óistraj en la Cátedra de Violín del Conservatorio de Moscú entre 1971 y 1974.
Ha desarrollado una interesante labor pedagógica en el Conservatorio Glinka de Novosibirsk (1974-1989). Desde 1989 es catedrático de la Escuela Superior de Música de Lübeck (Alemania), y catedrático invitado de la Royal Academy of Music de Londres. Es también catedrático invitado del 
Conservatorio de Róterdam desde 1990 y profesor Honorario del Conservatorio Superior de Música de Novosibirsk, y del de Tokio. Desde la fundación, en 1991, de la Escuela Superior de Música Reina Sofía de Madrid, Zajar Bron es titular de la Cátedra de Violín Fundación Telefónica.
Ha obtenido premios en concursos nacionales de la antigua Unión Soviética (1967) y en renombrados concursos internacionales como el 12º puesto en el “Reine Elisabeth de Belgique” (Bruselas, 1971) y el 3º puesto en el “Henryk Wieniawski” (Poznaň, 1977).
Su actividad como intérprete ha sido muy variada, ofreciendo conciertos de música de cámara y como solista, y realizando numerosas grabaciones.
Ha formado parte de los jurados de numerosos concursos nacionales como el de la antigua Unión Soviética en Lublin, e internacionales como el “Henryk Wieniawski” de Poznan; “Fritz Kreisler” (Viena); “Georg Kuhlenkampf” (Colonia); “Carl Flesch” (Londres), entre otros.
Ha impartido clases magistrales en Alemania, Austria, Bulgaria, Corea, la antigua Checoslovaquia, Estados Unidos, Francia, Gran Bretaña, Holanda, Israel, Italia, Japón, Polonia, Portugal, Suecia y Suiza entre otros. La mayoría de sus alumnos, entre los que se encuentran músicos de la importancia internacional de Vadim Repin, Maksim Vengérov, Daishin Kashimoto, Christoph Seybold y Ulla Benz entre otros, han obtenido más de cien premios internacionales de los cuales más de ochenta han sido primeros premios. Recientemente ha realizado con algunos de ellos, y con la Orquesta Filarmónica de San Petersburgo, giras que le han llevado a Moscú, Múnich y Lübeck.
Actualmente trabaja principalmente en Europa Occidental, así como en Japón; también es profesor en la Reales Academias de Londres y Madrid, Rotterdam y en la academia de música Kronberg. En 2010, Zackhar Bron fundó su propia escuela para niños con talento musical en Suiza.